# Дегтярёвка (Томская область)
Дегтярёвка — деревня в Шегарском районе Томской области. Входит в состав Северного сельского поселения.

## История
Основано в 1907 году. В 1926 году посёлок Ново-Троицкий состоял из 89 хозяйств, основное население — белорусы. В административном отношении находился в составе Гусевского сельсовета Кривошеинского района Томского округа Сибирского края.

## Население
| 1926 | 2002 | 2010 | 2012 | 2013 | 2014 | 2015 |
| ---- | ---- | ---- | ---- | ---- | ---- | ---- |
| 454  | ↘91  | ↘74  | ↘72  | ↘68  | ↘66  | ↗68  |
| 2021 |      |      |      |      |      |      |
| ↘56  |      |      |      |      |      |      |

## Улицы
В деревне имеется одна улица — Сибирская.